# Hanveden

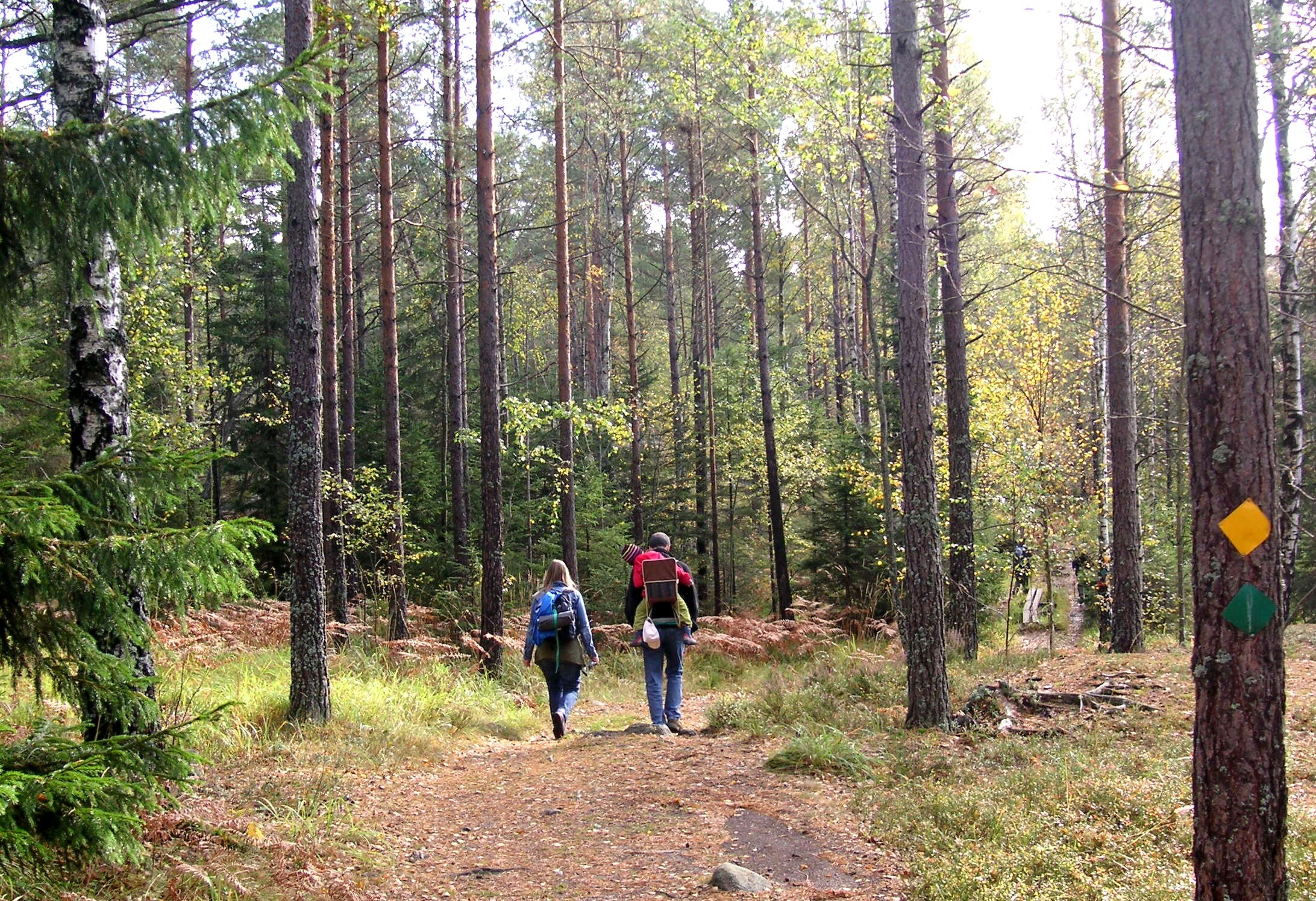
Paradisets naturreservat i Huddinge.

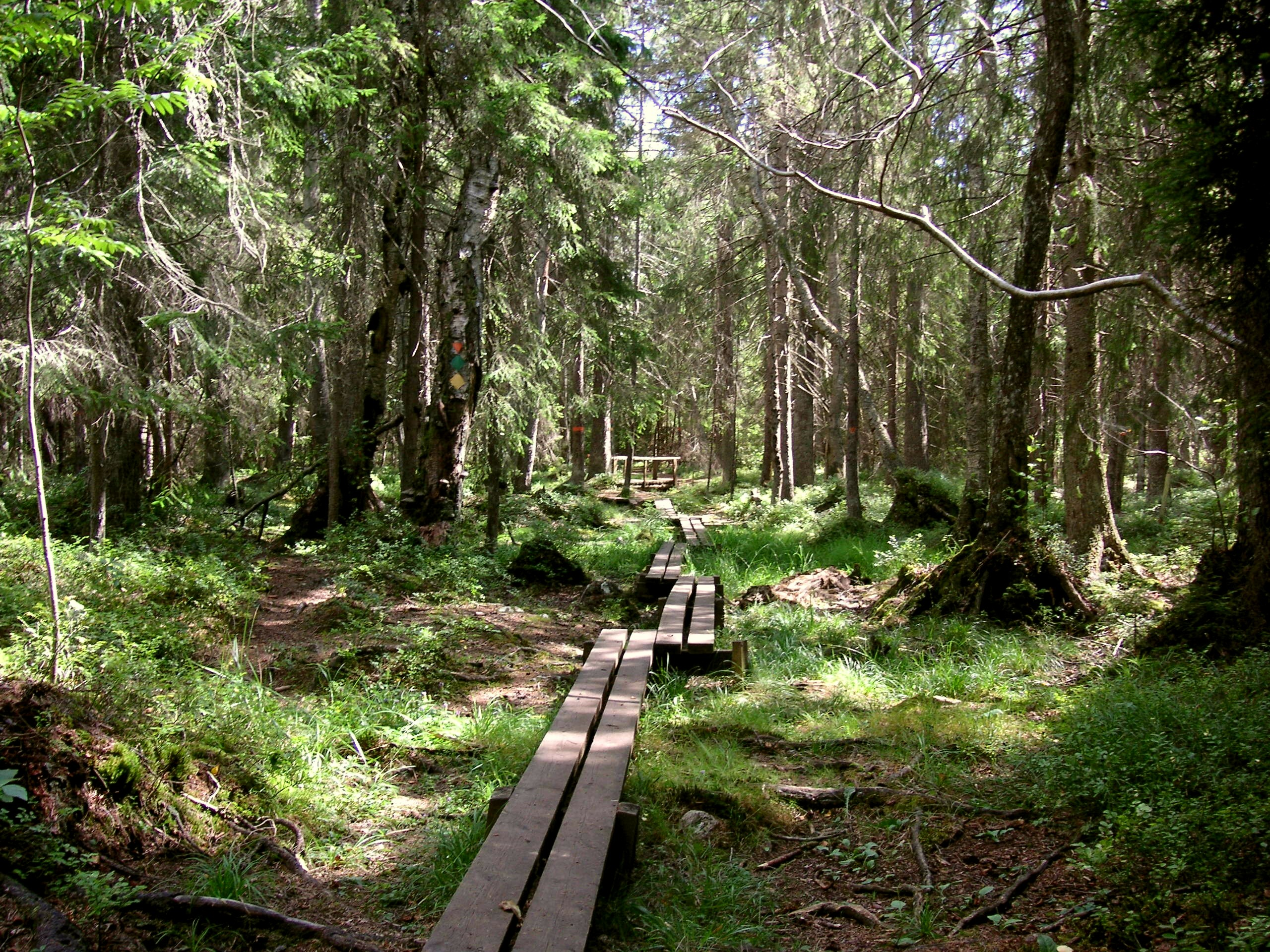
Sörmlandsleden går genom Hanveden.

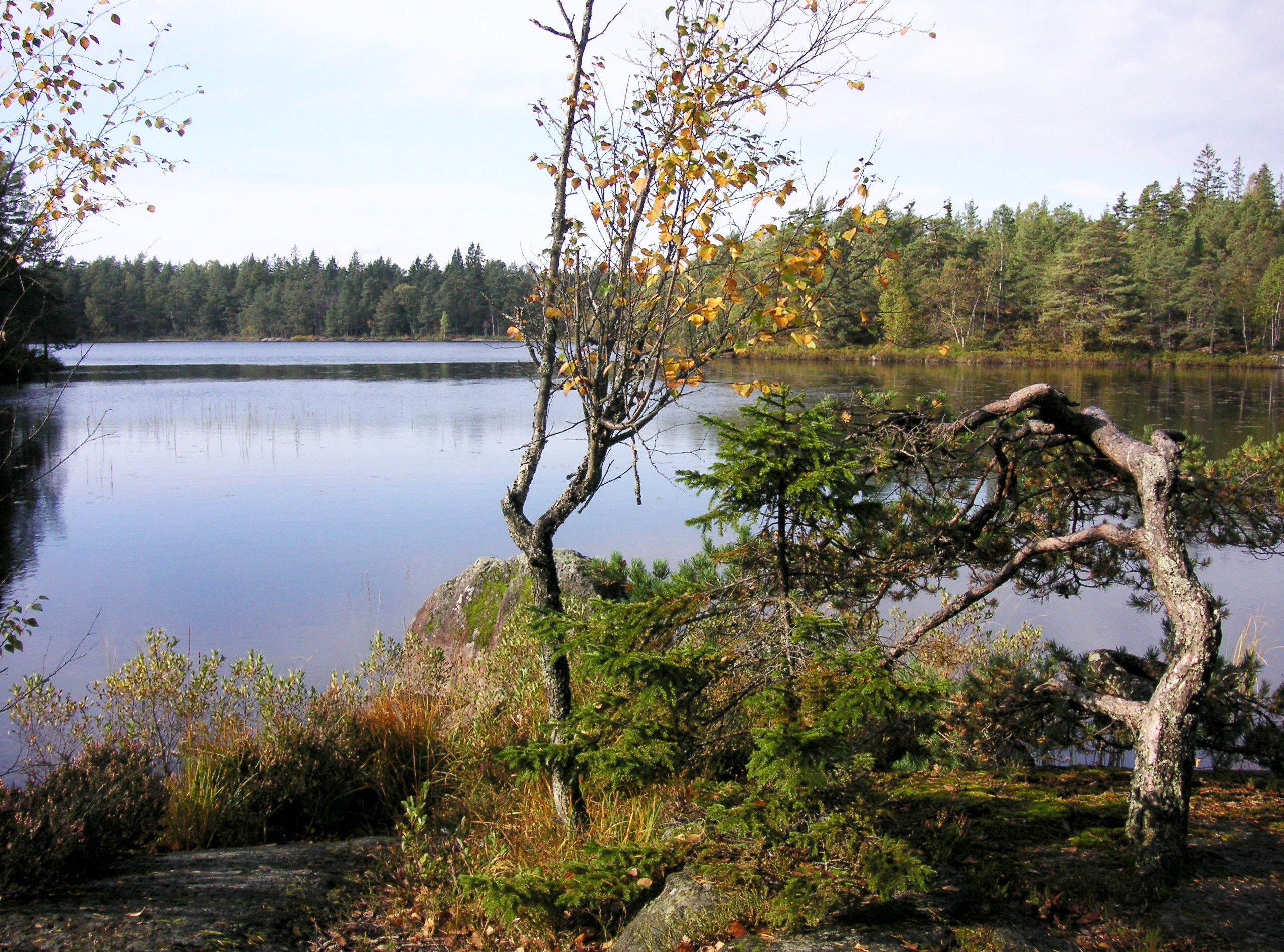
Sjön Trehörningen.

Hanveden (Hanawidz skoogh 1469) är ett skogsområde som ligger i de sydligaste delarna av Huddinge kommun och de västligaste delarna av Haninge kommun, på ön Södertörn söder om Stockholm. Sydvästra Hanveden är en del av Nynäshamns kommun.

## Skogsområdet och dess sjöar
Hanveden har inga exakta gränser men namnet syftar på det stora skogsområde som ligger mellan Lissma och Kvarnsjön i norr och Västerhaninge och Tungelsta i söder, samt mellan Jordbro och Handen i öster och Stora och Lilla Skogssjön i väster. Lännaskogen mellan Vidja och Länna samt Visättraskogen mellan Kvarnsjön och Visättra brukar också räknas till Hanveden. Skogsområdet norr om Orlången brukar kallas för Hanvedenkilen eftersom den bildar en förlängning av skogen norrut som smalnar av mellan Trehörningen och Magelungen för att sluta i Rågsveds friområde.

## Namnet
Namnet "Hanveden" betyder tuppskogen och de hanar eller tuppar som åsyftas är tjädrar och orrar, vilda skogsfåglar som förr varit ytterst vanliga här i veden, skogen. (Kommunen Haninge kan ha fått sitt namn efter Hanveden. I närliggande Trollbäcken, Tyresö, finns området Hanviken).

## Naturreservat och Natura 2000-område
Inom Hanveden ligger Paradisets naturreservat på 759 hektar, samt ett mindre Natura 2000-område som endast utgör en liten del av det egentliga Hanveden. Hanvedens Natura 2000-område på 247 hektar, ligger delvis i Huddinge kommun och delvis i Haninge kommun, och omfattar Tornbergssjön med myren Odonrumpan i väster, Svartsjön, samt sjöarna Trehörningen och Långsjön med myren Storflagen som ligger öster om dessa. Även den lilla tjärnen Ormputten tillhör Hanvedens Natura 2000-område, dock som en separat enklav.

## Historia
Hanvedens och hela Stockholms läns högsta punkt är Tornberget, 110,9 m ö.h. För tiotusen år sedan, när inlandsisen drog sig tillbaka, utgjorde Tornberget, tillsammans med andra högt belägna platser, ett antal utspridda öar i ett skärgårdslandskap i Östersjön. Havet låg då 75 meter högre än vad det gör i dag, efter landhöjningen. Det sägs att närmaste fastland på den tiden låg vid Kilsbergen i Närke och i Kolmården i Östergötland. Idag ligger Tornberget nästan 10 km från kusten. Arkeologerna har hittat hundratals gamla boplatser på de högre nivåerna inom Hanveden och under stenåldern var det kringströvande nomader som här levde på att samla föda, jakt och fiske.

## Utflyktsmål
Hanveden är ett populärt utflyktsmål för folk i södra Storstockholm. Tornbergets och Paradisets naturreservat, samt sjöarna i området; Trehörningen, Långsjön, Svartsjön, Ormputten, Ådran, Öran, Tornbergssjön, drar till sig friluftsfolk, och det gör även Sörmlandsleden som passerar genom Hanveden, samt vandringslederna som börjar vid torpet Paradiset i områdets nordvästra del.